# Margaretha Peter
Margaretha Peter (* vermutlich 25. Dezember 1794 in Wildensbuch, heute Ortsteil von Trüllikon, Kanton Zürich; † 15. März 1823 ebenda) war die Schweizer Anführerin einer religiösen Gruppierung in Wildensbuch und bewegte sich innerhalb eines pietistischen Netzwerks.

## Leben
Margaretha Peter war die jüngste Tochter von Johannes Peter, einem Bauern aus dem kleinen Zürcher Dorf Wildensbuch. Über ihre Kindheit ist wenig bekannt. 1816 verbrachte Margaretha ein Jahr bei ihrem Oheim in Rudolfingen und verfügte, so Johann Ludwig Meyer, über erste Kontakte zu „Erweckten“ in Schaffhausen. Nach ihrer Rückkehr nach Wildensbuch nahm sie zusammen mit Mitgliedern ihrer Familie und den Gebrüdern Moser an Herrnhuter-Versammlungen im Haus des Schneiders Moser in Öhrlingen teil und berichtete von Visionen, welche vom dortigen Vorsteher aber nicht anerkannt wurden.
Deshalb begann Margaretha Peter im väterlichen Haus in Wildensbuch eigene Gebetsstunden abzuhalten und erhielt als Akteurin innerhalb eines pietistisch geprägten Kulturmilieus durch Briefkontakte, Besuche und charismatisches Wirken bald überregionale Bekanntheit. Kontakte bestanden unter anderem zu Juliane von Krüdener und Jakob Ganz. Alsbald wurden auch die obrigkeitlichen Behörden auf die Vorkommnisse in Wildensbuch aufmerksam, fingen an, das Geschehen zu beobachten, und verboten schließlich 1821 die Versammlungen im Haus der Familie Peter.
Im gleichen Jahr reiste Margaretha Peter heimlich nach Illnau ab, wo sie eineinhalb Jahre zusammen mit ihrer Schwester Elisabetha im Haus von Jakob Morf und dessen Ehefrau lebte. Anfangs 1823 gebar Margaretha überraschend ein Kind, welches Morf gezeugt hatte. Überstürzt verliessen sie und ihre Schwester das Ehepaar Morf und kehrten nach Wildensbuch zurück. Im Haus ihres Vaters blieben Elisabetha und Margaretha die meiste Zeit in der oberen Kammer versteckt und empfingen keine Besuche mehr.
Am Mittwoch, den 12. März 1823, schliesslich wies Margaretha die im Haus Anwesenden an, sich in der oberen Kammer zu versammeln. Die auf dem Hof lebenden Personen und der bereits am Montag angereiste Johannes Moser befolgten den Befehl und begannen in der Kammer auf Anordnung Margarethas hin, mit diversen Werkzeugen auf Holzblöcke einzuschlagen, welche Caspar Peter zuvor bereitgestellt hatte. Margaretha liess verlauten, diese Aktion diene dazu, den Teufel und Seelenfeind zurückzuschlagen und viele unerlöste Seelen zu befreien. Das Einhacken auf die Holzblöcke wurde, unterbrochen durch gemeinsames Gebet, auch am nächsten Tag fortgesetzt, bis die ins Haus eingedrungenen Landjäger unter der Leitung des Oberamtmannes von Andelfingen die Versammlung in der Nacht vom Donnerstag auf den Freitag gegen den Widerstand der Beteiligten auflösten.
Am Freitagabend, den 14. März 1823, rief Margaretha Peter die noch anwesenden Personen erneut dazu auf, in die obere Kammer zu kommen, worauf sie dort die ganze Nacht hindurch beteten und auf Anweisung ihrer Anführerin hin gegen den Satan kämpften. Am nächsten Morgen erklärte Margaretha Peter, „es müsse Blut fliessen“, damit viele tausend Seelen gerettet werden können.
Daraufhin schlug sie ihrem Bruder Caspar mit einer eisernen Beisse auf die Brust und forderte Ursula Kündig und Johannes Moser auf, ihre Schwester Elisabetha Peter zu töten. Ab diesem Zeitpunkt existieren differente Versionen des Vorgefallenen: Die Frage, wer sich alles in der oberen Kammer befand und sich an der erfolgten Tötung der beiden Schwestern beteiligte, wurde von den Verhörten unterschiedlich beantwortet. Ursula Kündig und Johannes Moser liessen verlauten, sie alleine hätten Elisabetha und Margaretha Peter getötet. Ihre Version des Vorgefallenen sieht folgendermassen aus: Zuerst versetzten sie beide Elisabetha, welche sich selber opfern wollte, mit zwei Keilen einige Schläge an den Kopf. Dann machte Ursula Kündig der Margaretha auf deren Befehl hin einen Kreisschnitt um den Hals und um die Stirn. Schliesslich verlangte Margaretha gekreuzigt zu werden, worauf ihr Nägel in den Kopf und in die Brust geschlagen und die Hände, Ellbogen und Füsse auf Holzblöcke aufgenagelt wurden. Ursula Kündig berichtete während ihrer Einvernahme weiter: „Worauf dann endlich die Margareth verlangt, dass mann ihr gänzlich den Kopf einschlagen soll.- Welches sie beyde, mit einem Hammer und einer Bisse vollzogen – worauf die Margaretha endlich den Geist auf-gegeben. Die Elisabetha seye fast eine Stund vorher, einzig von den auf der linken Seite des Kopfs erhaltenen Schläge verstorben; […]“
Meyer gibt an, die Delinquenten hätten in ihren Aussagen während den Einvernahmen anfänglich unwahre Angaben gemacht. Die letztendlich für das Gericht gültige Version des Vorgefallenen besagt, dass Ursula Kündig als Haupttäterin sowohl Elisabetha erschlagen hat als auch massgeblich am Tod von Margaretha beteiligt gewesen ist. Susanna Peter und Conrad Moser hätten hingegen aktiv bei der Kreuzigung ihrer Anführerin mitgewirkt, wobei letzterer zusammen mit Ursula Kündig Margaretha Peter am Ende getötet habe. Johannes Moser habe dabei zugesehen und sich, die meiste Zeit am Fussende des Bettes stehend, relativ passiv verhalten.
Das Urteil, welche das Malefizgericht Zürich am 4. Dezember 1823 nach der Weiterleitung des Falles durch das Obergericht verkündete, stützt sich auf diese Darstellung der Ereignisse um den Tod der beiden Schwestern, was sich in der Höhe des Strafmasses widerspiegelt: Ursula Kündig wurde zu 16 Jahren, Conrad Moser und Johannes Peter zu je acht Jahren und Susanna Peter und Johannes Moser zu je sechs Jahren Haft verurteilt. Die restlichen Beteiligten erhielten als Strafen zwischen sechs Monaten und vier Jahren Zuchthaus.
Die Verurteilung durch die Zürcher Gerichtsbarkeit bedeutete das Ende der Gemeinschaft von Wildensbuch, welche erst wenige Jahre zuvor während der restaurativen Krise und im Kontext der  Erweckungsbewegungen des frühen 19. Jahrhunderts entstanden und deshalb kaum über ihren status nascendi herausgekommen war.
Die Ereignisse rund um den Tod von Margaretha Peter und ihrer Schwester Elisabetha Peter wurden als „Greuelscenen von Wildensbuch“ bekannt und sorgten in der Zürcher Bevölkerung für einiges an Aufregung.